# بانک اعتباری و بازرگانی بین‌المللی
بانک اعتباری و بازرگانی بین‌المللی (به انگلیسی: Bank of Credit and Commerce International به اختصار BCCI) یک بانک بین‌المللی بود که در در سال ۱۹۷۲ توسط آقا حسن عبدی تاجر پاکستانی در لندن تأسیس شد. در بهترین وضعیت کاری این بانک دارای ۴۰۰ شعبه در ۷۸ کشور جهان بود. این بانک همچنین با سرمایه ۲۰ میلیارد دلار آمریکا هفتمین بانک جهان از لحاظ میزان سرمایه بود.
BCCI در سال ۱۹۹۱ به علت افشاء بالاترین تخلفات مالی جهان به ارزش ۲۰ میلیارد دلار مورد توجه رسانه‌ها قرار گرفت. بازرسان در انگلیس و ایالات متحده آمریکا تخلفاتی از جمله پولشویی، رشوه خواری، حمایت از تروریسم، قاچاق اسلحه، فروش فناوری هسته‌ای، فرار از مالیات و قاچاق انسان را در بررسی کارکرد این شرکت یافتند. در سال ۱۹۹۰ این بانک تحت کنترل زاید بن سلطان آل نهیان امیر وقت ابوظبی قرار گرفت. در سال ۱۹۹۴ یک عضو سابقه هیئت رئیسه این بانک به اتهام کلاهبرداری به ۸ سال زندان محکوم شد.